# Pyxicephalus

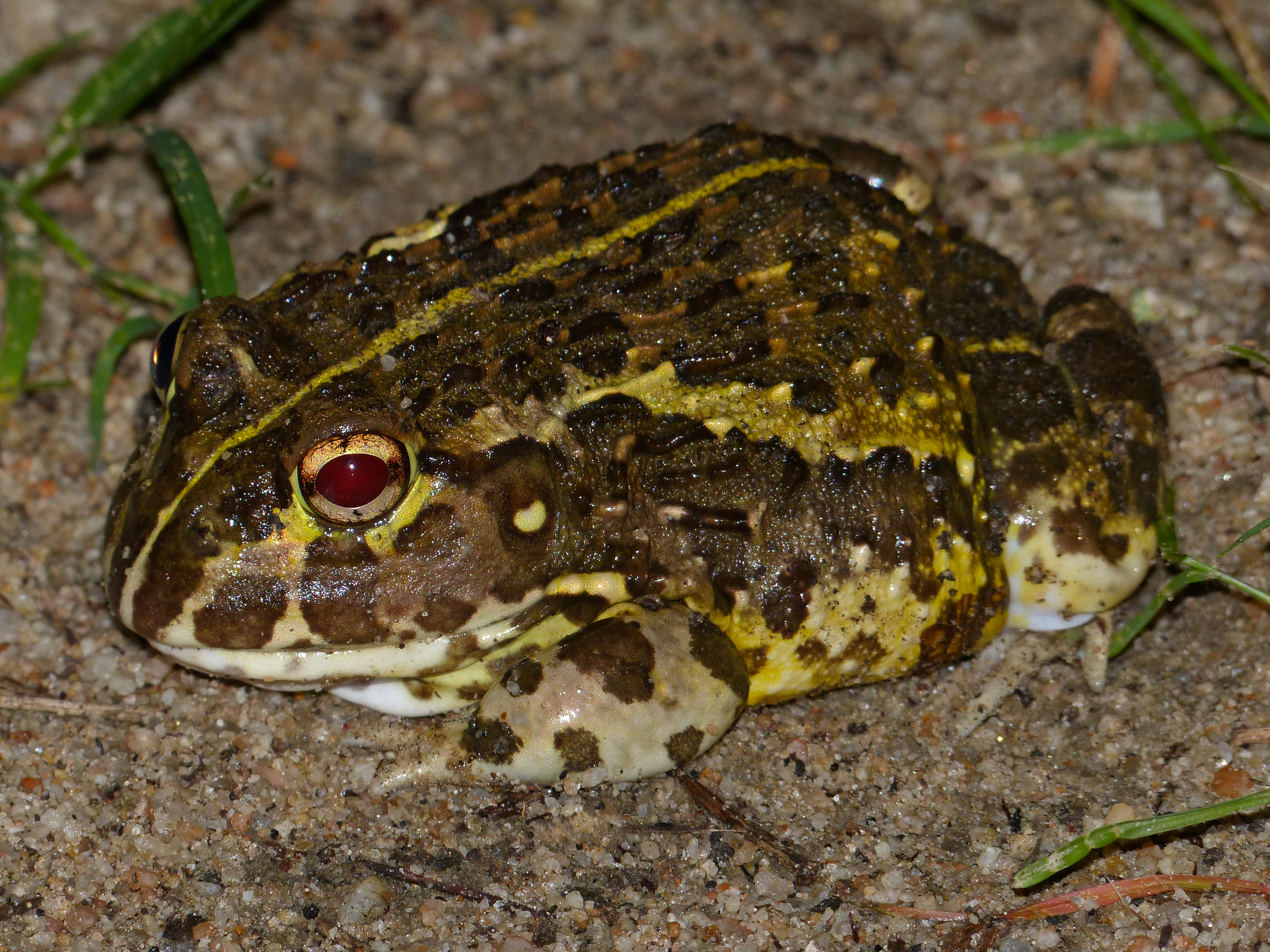
Pyxicephalus edulis

Pyxicephalus  (лат.) — род земноводных семейства Pyxicephalidae. Включает 4 вида.

## Внешний вид и строение
Общая длина колеблется от 12 до 24,5 см, вес достигает 2 кг. Наблюдается половой диморфизм: самцы крупнее самок. Голова короткая, морда округлая. Туловище массивное, широкое. Имеют большой рот и острые зубы. Нижняя челюсть выступает вперед. Задние конечности очень мощные. Окраска кожи тёмно-зелёная со светлыми точками, пятнышками или крапинками. Впрочем, некоторые виды лишены этого. Головастики очень яркой расцветки.

## Образ жизни
Любят саванны, редколесья, холмы. Активны ночью. Роют норы, где проводят время в спячке, в которую впадают летом, в сухой сезон. Чтобы пережить этот период, образуют своеобразный шар вокруг себя, где накапливают влагу. После завершения жаркого периода эти земноводные разрывают оболочку и некоторое время ею питаются. Основной пищей роющим лягушкам служат крупные беспозвоночные, грызуны, мелкие земноводные, птенцы.
Это яйцекладущие амфибии. Самка откладывает 3000—4000 яиц. Головастики появляются через 2 дня. Метаморфоз длится 18 дней.

## Распространение
Обитают в Африке к югу от Сахары.

## Классификация
На октябрь 2018 года в род включают 4 вида:
- Pyxicephalus adspersus Tschudi, 1838 — Роющая лягушка, или крапчатая роющая лягушка
- Pyxicephalus angusticeps Parry, 1982
- Pyxicephalus edulis Peters, 1854
- Pyxicephalus obbianus Calabresi, 1927